# Антъни Райън
Антъни Райън (на английски: Anthony Ryan) е шотландски писател на бестселъри в жанра фентъзи, научна фантастика и фантастичен трилър.

## Биография и творчество
Антъни Райън е роден през 1970 г. в Шотландия. Завършва средновековна история. Дълги години работи в британската държавна администрация в Лондон като изследовател.
Първият му роман „Кръвна песен“ от поредицата „Сянката на гарвана“ публикува самостоятелно през 2012 г. Романът става бестселър и го прави известен. От следващата година произведенията му започват да се публикуват от издателство „Orbit Books“.
Антъни Райън живее със семейството си в Лондон.

## Произведения

### Серия „Сянката на гарвана“ (Raven's Shadow)
1. Blood Song (2012)
Кръвна песен, изд.: ИК „Бард“, София (2015), прев. Красимир Вълков
2. Tower Lord (2014)
Владетелят на кулата, изд.: ИК „Бард“, София (2016), прев. Милена Илиева
3. Queen of Fire (2015)
Огнената кралица, изд.: ИК „Бард“, София (2016), прев.

#### Серия „Острието на гарвана“ (Raven’s Blade)
Продължение на серията „Сянката на гарвана“.
1. The Wolf’s Call (2019)
Зовът на вълка, изд.: ИК „Бард“, София (2022), прев.
2. The Black Song (2020)

#### Кратки истории към серията
- The Lord Collector
- A Duel of Evils
- The Lady of Crows
- Many Are the Dead

### Серия „Блус в Слаб сити“ (Slab City Blues)
1. A Hymn To Gods Long Dead (2012)
2. The Ballad of Bad Jack (2013)
3. Slab City Blues (2014)
4. A Song for Madame Choi (2014)
5. An Aria for Ragnarok (2015)

#### Съпътсващи издания
- Slab City Blues: The Collected Stories (2015)

### Серия „Гробницата на Дракона“ (Draconis Memoria)
1. The Waking Fire (2016)
2. The Legion of Flame (2017)
3. The Empire of Ashes (2018)

### Серия „Седем меча“ (Seven Swords)
1. A Pilgrimage of Swords (2019)
2. The Kraken’s Tooth (2020)
3. City of Songs (2021)

### Серия „Стоманен завет“ (The Covenant of Steel)
1. The Pariah (2021)